# Johann Daniel Leers
Johann Georg Daniel Leers ( * 1727 - 1774 ) fue un botánico, micólogo, briólogo, algólogo alemán.

## Algunas publicaciones

### Libros
- 1775. Flora Herbornensis: Exhibens Plantas Circa Herbornam Nassoviorum Crescentes. Ed. Kessinger Publish. 422 pp. ISBN 1-104-82170-2

- La abreviatura «Leers» se emplea para indicar a Johann Daniel Leers como autoridad en la descripción y clasificación científica de los vegetales.[1]

- «Johann Georg Daniel Leers». Índice Internacional de Nombres de las Plantas (IPNI). Real Jardín Botánico de Kew, Herbario de la Universidad de Harvard y Herbario nacional Australiano (eds.).
- Wikispecies tiene un artículo sobre Johann Daniel Leers.

- Datos: Q4259296
- Multimedia: Johann Daniel Leers / Q4259296
- Especies: Johann Georg Daniel Leers

1. ↑  Todos los géneros y especies descritos por este autor en IPNI.